# Hermann Gleisberg
Emil Hermann Gleisberg (* 29. Januar 1848 in Köthen (Anhalt); † 20. März 1929 in Grimma) war ein deutscher Politiker (Nationalliberale Partei) und Unternehmer. Er war Mitglied des sächsischen Landtages.

## Leben und Wirken
1877 gründete er mit Franz Heinrich Bauer die Firma Bauer & Gleisberg in Grimma. Nach dem Ausscheiden von Bauern trug die Firma ab 1881 nur noch den Namen Hermann Gleisberg.
Durchgängig von 1897 bis 1918 war er für den 11. städtischen Wahlbezirk als Mitglied der Nationalliberalen Partei (NLP) in der Zweiten Kammer des sächsischen Landtags vertreten.

## Auszeichnungen
1917 wurde ihm der Titel eines Königlich Sächsischen Kommerzienrates verliehen.